# Brest (Serbia)
Brest (cyr. Брест) – wieś w Serbii, w okręgu niszawskim, w gminie Merošina. W 2011 roku liczyła 547 mieszkańców.